# Tranzault
Tranzault är en kommun i departementet Indre i regionen Centre-Val de Loire i de centrala delarna av Frankrike. Kommunen ligger i kantonen Neuvy-Saint-Sépulchre som tillhör arrondissementet La Châtre. År 2022 hade Tranzault 347 invånare.

## Befolkningsutveckling
Antalet invånare i kommunen Tranzault
Referens:INSEE